# Bruno Groppo
Pour les articles homonymes, voir Groppo (homonymie).
Bruno Groppo est un historien français, spécialiste de l'histoire du mouvement ouvrier et de questions liées aux rapports entre histoire et mémoire.

## Biographie
Docteur d'État en science politique (1980), il est directeur de recherche au CNRS, membre du Centre d’histoire sociale du XXe siècle (Université Paris 1 Panthéon-Sorbonne). Il fait partie du bureau de l'association des Amis de la BDIC et du comité scientifique de la revue Les Cahiers Amérique latine Histoire et Mémoire.

## Publications
- Quellen und Historiographie der Arbeiterbewegung nach dem Zusammenbruch des "Realsozialismus", Vienne, Calenberg Press/ITH, 1998, 196 p.
- codirection avec Michel Dreyfus, Claudio Ingerflom, Roland Lew, Claude Pennetier, Bernard Pudal et Serge Wolikow, Le Siècle des communismes, Éditions de l'Atelier, 2000, rééd. Éditions du Seuil, 2004, 790 p.
- avec Winfried Garscha et Christine Schindler, Die Arbeiterbewegung - Ein gescheitertes Projekt der Moderne ?, Leipzig, Akademische Verlagsanstalt, 2000, 245 p.
- codirection avec Patricia Flier, La imposibilidad del olvido. Recorridos de la memoria en Argentina, Chile y Uruguay, La Plata (Argentine), Ediciones Al Margen/BDIC, 2001, 264 p.
- codirection avec Christine Schindler, Erinnerung an Diktatur und Verfolgung. Linzer Konferenz 2000, Leipzig, Akademische Verlagsanstalt, 2001, 204 p.
- en collaboration avec Eugenia Bekeris, Desentierro. Arte, memoria, identidad, La Plata, Ediciones Al Margen, 2002, 103 p.
- codirection avec F. Blum, F. Veyron et R. Vaccaro, « Internet et mouvements sociaux : nouvelles pratiques militantes, nouvelles sources pour l'histoire », Matériaux pour l'histoire de notre temps, n° 79, juillet-septembre 2005, 111 p.
- codirection avec Berthold Unfried, Gesichter in der Menge. Kollektivbiographische Forschungen zur Geschichte der Arbeiterbewegung (Mouvement ouvrier, biographie collective, prosopographie), Wien, Akademische Verlagsanstalt, 2006, 221 p.